# Elemental (Pendulum)
Elemental è il secondo EP del gruppo musicale australiano Pendulum, pubblicato il 17 giugno 2021 dalla Earstorm.

## Descrizione
Il disco rappresenta la prima pubblicazione di materiale inedito da parte del gruppo a distanza di oltre dieci anni da Immersion e si compone di quattro brani, di uno in collaborazione con gli Hybrid Minds.

## Promozione
Il 14 settembre 2020 i Pendulum hanno annunciato la pubblicazione di due nuovi singoli inediti, rivelatisi essere Driver e Nothing for Free. Usciti entrambi tre giorni più tardi a distanza di poche ore l'uno dall'altro, per Nothing for Free è stato inoltre realizzato un video musicale, presentato il 18 settembre attraverso il canale YouTube del gruppo.
Il 15 aprile è stato pubblicato il terzo singolo Come Alive, per il quale è stato realizzato un video costituito da vari filmati tratti dal concerto tenuto dal gruppo presso l'SW4 Festival di Londra del 2019. Con l'annuncio dell'EP, avvenuto nel mese di maggio, i Pendulum hanno rivelato un'anteprima del video per Louder Than Words, presentato con l'uscita del disco.

## Tracce
1. Driver – 3:27
2. Nothing for Free – 3:02
3. Louder Than Words (with Hybrid Minds) – 3:55
4. Come Alive – 3:53